# Jekateringofka

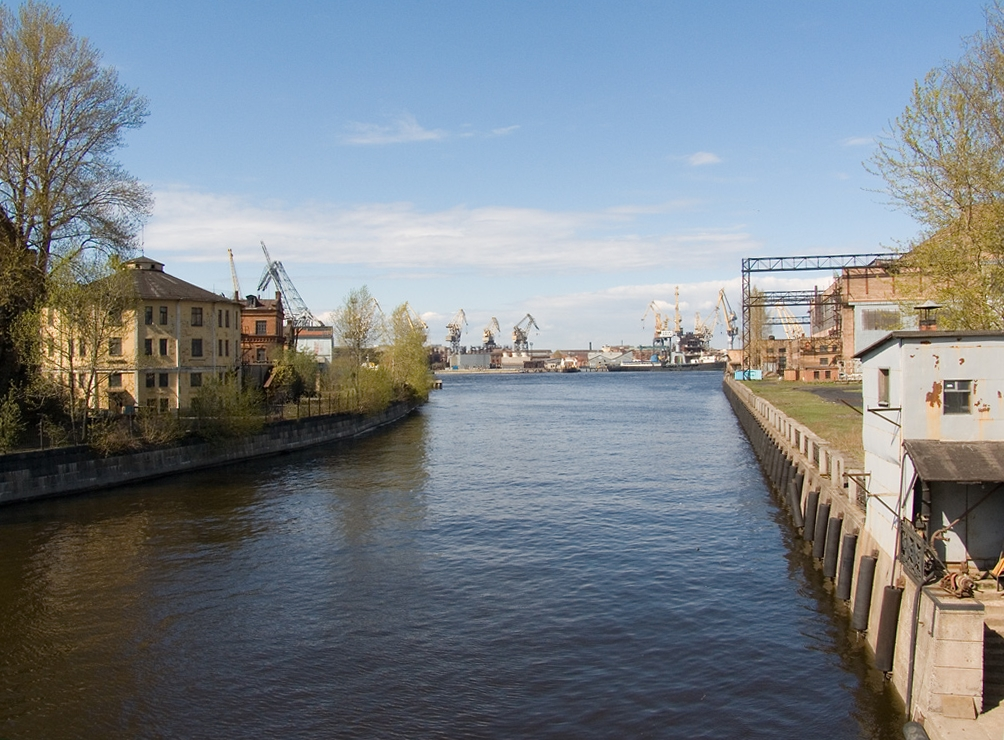
Jekateringofka (Blick auf die Newa von der Rigaer Brücke)

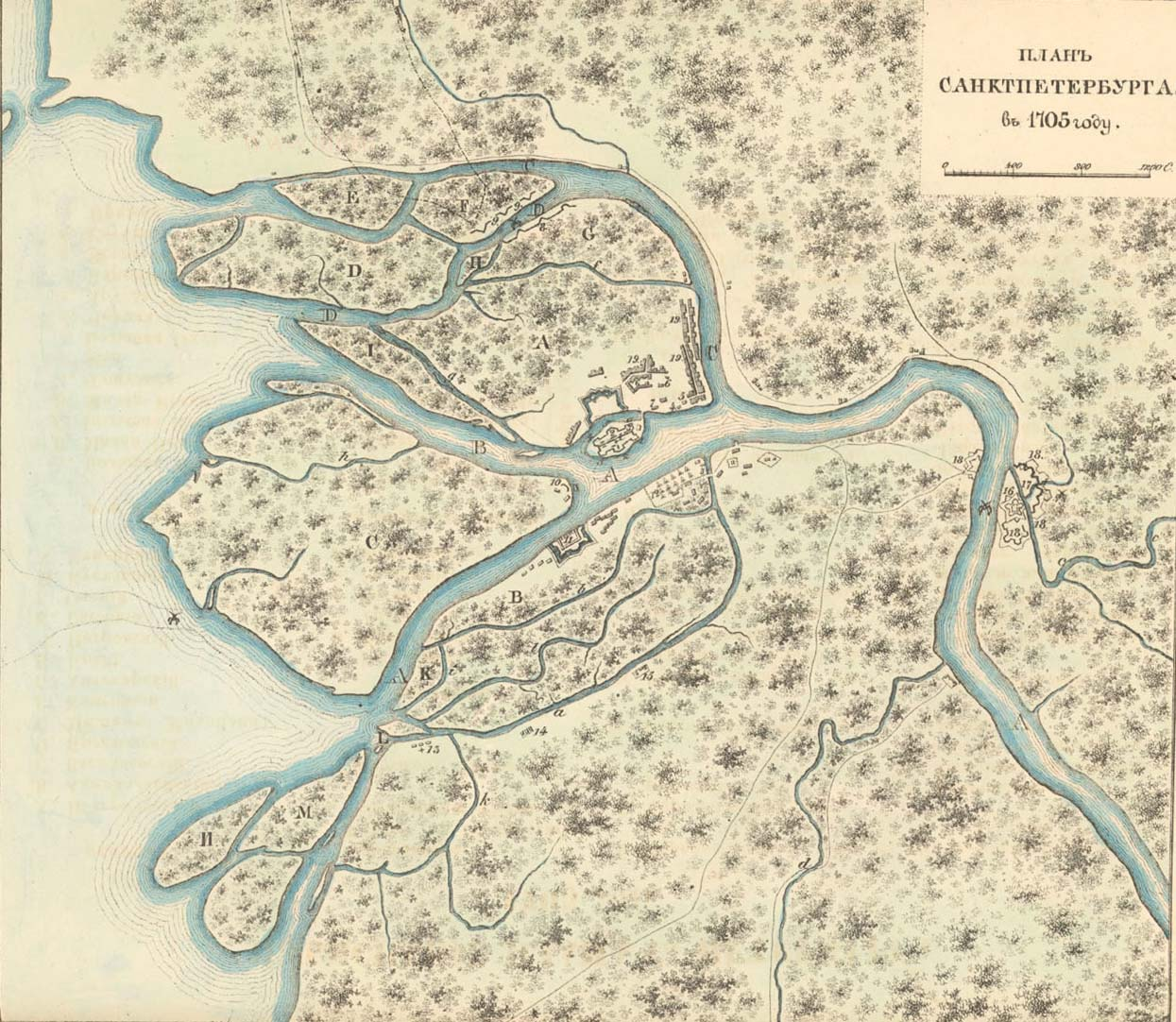
Das Newa-Delta im Jahr 1705

Jekateringofka (russisch Екатерингофка, wiss. Transliteration Ekateringofka) ist ein kanalisierter Fluss im Newa-Delta von Sankt Petersburg, der in der Großen Newa beginnt und im Jekateringofka-Becken in der Newabucht endet. Der 4,5 Kilometer lange Fluss, der nach dem Katherinenhof benannt ist, trennt die Gutujewski-Insel vom Festland.
Der Obwodny-Kanal, der größte Kanal von Sankt Petersburg, verbindet die Newa mit dem Fluss Jekateringofka.